# Copa de l'Associació d'Escriptors d'Esports Turcs
La Copa de l'Associació d'Escriptors d'Esports Turcs,  Türk Spor Yazarlari Dernegi Kupasi - Copa TSYD, fou una competició futbolística de Turquia.

## Història
S'inicià el 1963 i es desenvolupà a sis regions de Turquia: Adana, Ankara, Istanbul, Esmirna, Konya i Trebisonda. La principal competició enfrontà als tres grans del futbol turc; Fenerbahçe SK, Galatasaray SK, i Beşiktaş JK. Va desaparèixer el 2000, tot i que encara es disputa a Ankara per quatre clubs a l'inici de temporada.

## Palmarès

### Istanbul
| - 1963 Galatasaray SK - 1964 Beşiktaş JK - 1965 Beşiktaş JK - 1966 Galatasaray SK - 1967 Galatasaray SK - 1969 Fenerbahçe SK - 1970 Galatasaray SK - 1971 Beşiktaş JK - 1972 Beşiktaş JK | - 1973 Fenerbahçe SK - 1974 Beşiktaş JK - 1975 Fenerbahçe SK - 1976 Fenerbahçe SK - 1977 Galatasaray SK - 1978 Fenerbahçe SK - 1979 Fenerbahçe SK - 1980 Fenerbahçe SK - 1981 Galatasaray SK | - 1982 Fenerbahçe SK - 1983 Beşiktaş JK - 1984 Beşiktaş JK - 1985 Fenerbahçe SK - 1986 Fenerbahçe SK - 1987 Galatasaray SK - 1988 Beşiktaş JK - 1989 Beşiktaş JK - 1990 Beşiktaş JK | - 1991 Galatasaray SK - 1992 Galatasaray SK - 1993 Beşiktaş JK - 1994 Fenerbahçe SK - 1995 Fenerbahçe SK - 1996 Beşiktaş JK - 1997 Galatasaray SK - 1998 Galatasaray SK - 1999 Galatasaray SK |

## Palmarès

### Adana
| Club            | Victòries |
| --------------- | --------- |
| Adana Demirspor | 9         |
| Adanaspor       | 8         |
| Gaziantepspor   | 5         |
| İskenderunspor  | 2         |
| İstanbulspor    | 1         |

### Ankara
| Club           | Victòries |
| -------------- | --------- |
| Ankaragücü     | 19        |
| Gençlerbirliği | 12        |
| Ankaraspor     | 2         |
| Eskişehirspor  | 1         |
| Boluspor       | 1         |
| Zonguldakspor  | 1         |
| Malatyaspor    | 1         |
| Konyaspor      | 1         |
| Gaziantepspor  | 1         |
| Trabzonspor    | 1         |
| Kayserispor    | 1         |
| Istanbulspor   | 1         |
| Samsunspor     | 1         |

### Istanbul
| Club           | Victòries |
| -------------- | --------- |
| Beşiktaş JK    | 12        |
| Fenerbahçe SK  | 12        |
| Galatasaray SK | 12        |

### Esmirna
| Club         | Victòries |
| ------------ | --------- |
| Altay SK     | 14        |
| Göztepe      | 9         |
| Karşıyaka SK | 8         |
| Altınordu    | 2         |
| Denizlispor  | 2         |
| İzmirspor    | 1         |

### Konya
| Club           | Victòries |
| -------------- | --------- |
| Konyaspor      | 4         |
| Gençlerbirliği | 1         |

### Trebisonda
| Club               | Victòries |
| ------------------ | --------- |
| Trabzonspor        | 2         |
| Çaykur Rizespor    | 1         |
| Akçaabat Sebatspor | 1         |